# 見合い計算
見合い計算（みあいけいさん）とは囲碁において
- 地の計算法
- 手の価値の計算法

の二つの意味がある。前者は形成判断、後者はヨセにおける手の選択に使われる。王銘琬の絶対計算も見合い計算と同じものである。

## 地の計算
決まりのついているところは、単に数えればいいだけである。決まりのついてないところに関しては、権利に基づいて計算する:
- 両方から後手のところは権利は半々なので、黒から打った局面と白から打った局面を計算し、それらの中間を現在の地だと考える。
- 片方から先手のところは、先手側が打ったものとして考える。
- 両先手のところは権利が強いほうが打ったものとして考えるのが妥当だが、現実には計算を保留することが多い。

### 計算の妥当性
ある時点での本当の形勢とは双方が最善を尽くし終局したときの形勢である。しかし見合い計算は正しく完全に計算できるときでも、その本当の形勢と一致するとは限らない。つまり所詮近似に過ぎない。それでも見合い計算に意味があるのは、双方が最善を尽くす図を読みきるのに比べ、遥かに計算が簡単だからである(それでも十分難しいのは確か)。

## 手の価値の計算
手の価値は、その手を打った局面の地と打つ前の地を地の計算法により計算し、その差を手の価値とする。

### 特徴と出入り計算との比較
- 定義から分かるように、現在の地を計算し、そこに打った手の価値を足せば、打った後の局面の地と一致する。そのため実際の損得を考えるときなどに分かりやすい。
- 先手や後手などは考えずに手の価値を比較できる。それにより、出入りの目数が同じなら逆ヨセは両後手の2倍の価値があることがわかる。

## 権利と先手
権利とは大雑把に言うと、ある手よりその後続する手段が大きいときに生まれるものである。後続手段が盤上で最大となるとき、その手は先手になる。後続手段が大きいほうがより権利も大きい。